# کرولت
کرولت‌ها (انگلیسی: Curvelet) تکنیک‌های تطابق ناپذیری برای نمایش چندمقیاسی شیء هستند. به عنوان بسطی به مفهوم موجک، کرولت‌ها در زمینه‌های مشابهی از جمله پردازش تصویر و علم محاسبه در حال کسب محبوبیت هستند.
ویولت‌ها تبدیل فوریه را با استفاده از پایه‌ای که نمایش‌دهندهٔ مگان و فضای فرکانس است عمومی می‌کنند. برای سیگنال‌های دو یا سه‌بعدی، تبدیل موجک با استفاده از توابع پایه‌ای که جهت را محلی می‌کنند بیشتر به پیش می‌رود. تبدیل کرولت با سایر تبدیل‌های موجک دارای جهت از این جهت که درجهٔ محلی با مقیاس تغییر می‌کند دارای تفاوت است و به طور خاص، توابع پایهٔ مقیاس کوچک دارای برامدگی بیشتر هستند.